# 村山沼一郎
村山 沼一郎（むらやま しょういちろう、1882年〈明治15年〉6月15日 - 1964年〈昭和39年〉2月18日）は、朝鮮総督府官僚。横浜市助役。

## 経歴
新潟県出身。1907年（明治40年）、東京高等師範学校本科数学物理化学部を卒業。福岡県女子師範学校教諭、新潟県立柏崎中学校教諭、新潟県立糸魚川中学校教諭を歴任。1914年（大正3年）11月、文官高等試験行政科試験に合格。栃木県視学、神奈川県視学、高座郡長、福井県理事官、朝鮮総督府事務官・慶尚南道警察部長、警務局衛生課長、咸鏡南道内務部長を歴任した。
1930年（昭和5年）、横浜市に入り、理事、中央市場長、助役を歴任した。1935年（昭和10年）に退任した後は、松尾鉱業株式会社に勤務した。